# Nagyváradi római katolikus egyházmegye

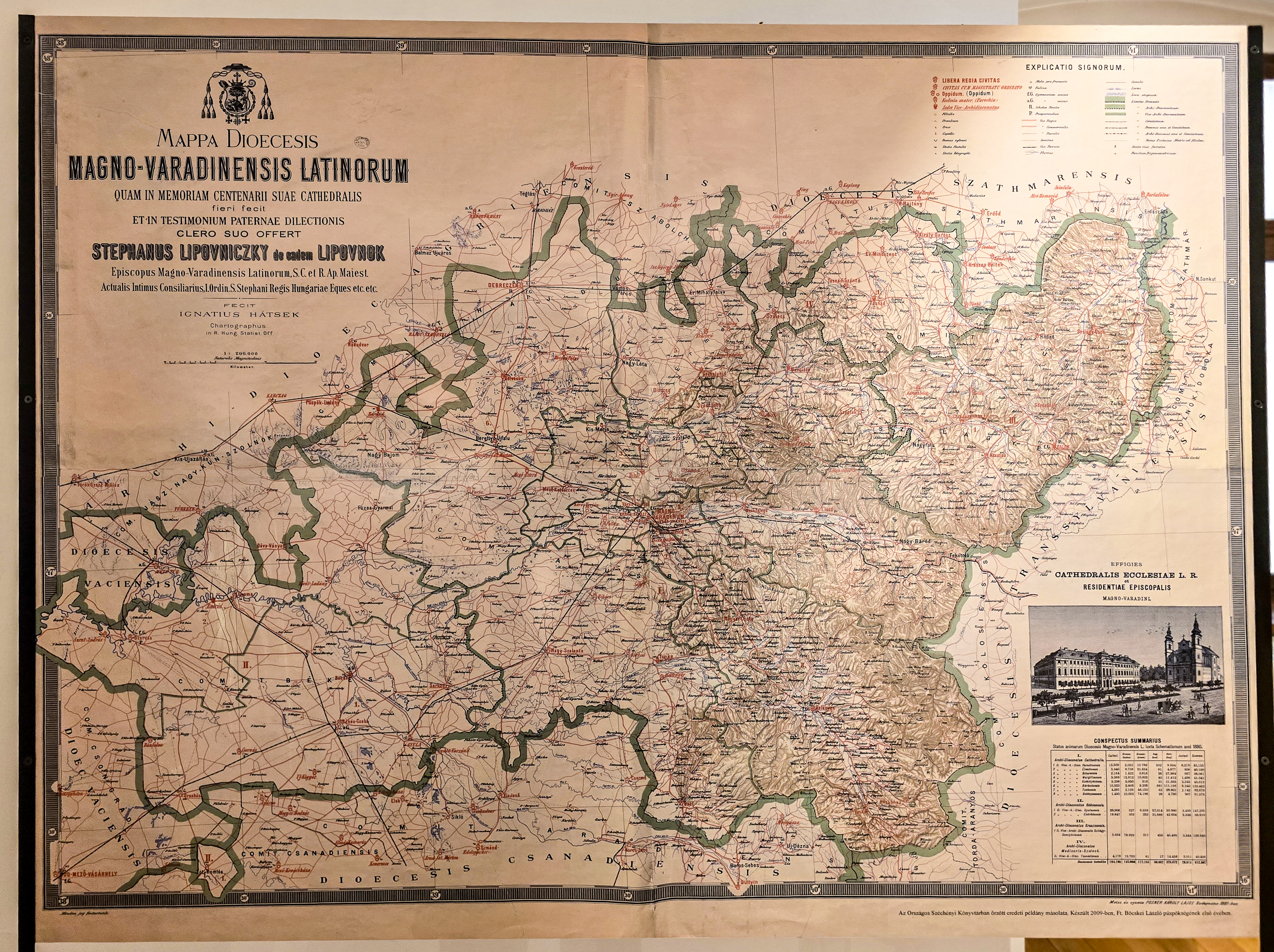
Az egyházmegye térképe a 19. század végén

A nagyváradi római katolikus egyházmegye (latinul: Dioecesis Magnovaradinensis Latinorum, románul: Dieceza Romano-Catolică de Oradea Mare) a romániai katolikus egyház egyik egyházmegyéje. A bukaresti érseki tartományhoz tartozik.

## Történelem

### Alapítása
Szent István alapította 1020 körül Bihar néven. A székhelyét Szent László helyezte Nagyváradra 1077-ben. A 12. századtól a kalocsai érseki tartományhoz tartozott.

### A váradi (latin rítusú) egyházmegye újjászervezése
A váradi egyházmegye és maga a püspöki székhely, Nagyvárad is török megszállás alatt állt még, mikor a császár Benkovich Ágoston pálos szerzetesnek Nyitraapáti (Vicsápapáti része), 1632 – Nagyvárad, 1702. október 28.) adományozta a leleszi prépostságot.
Amikor az egyházmegye északi területei 1686-ban a császári csapatok fennhatósága alá kerültek, a török hódoltság teljes felszámolása már csak idő kérdése volt, ezért Benkovich joggal számíthatott arra, hogy hosszú évtizedek után ő lesz az első váradi püspök, aki ténylegesen is irányíthatja az egyházmegyét. Tudatosan készülve az újjáépítés nehéz feladatára, az első adandó alkalommal tevékenyen bekapcsolódott a régió újjáéledő közéletébe. A felszabadított területeken már 1687 őszén újjáalakult Bihar vármegye, melynek főispánja 1688 tavaszán – ősi szokásjog alapján – a váradi püspök lett. 1691 őszén a felszabadító sereg körülzárta Váradot, de a város bevételére csak 1692 nyarán kerül sor. Az ostrom utolsó napjaiban és a város elestekor jelen volt Benkovich is, aki az elsők között léphetett be a csaknem teljesen elpusztult városba.
Az újjászervezést gyakorlatilag a nulláról kellett elkezdenie. Nem csak papjai és templomai nem voltak, de hívei sem. Mint bihari főispánnak és hamarosan mint birtokaiba visszahelyezett váradi püspöknek ugyanazzal az égető gonddal kellett megküzdenie, mint a felszabadított területek összes többi földbirtokosának: az emberhiánnyal. A budai kamara megbízásából Bihar vármegyéről már 1692-ben összeírás készült, mely siralmas képet fest az állapotokról. A vármegyében a legutóbbi, 1552-ben készült összeírás óta 680 település tűnt el. 1692-ben mindössze 112 helységben élt népesség, a legtöbb helyen 3-4 család. Mezősi Károly becslése szerint a vármegye lakossága az 1552-es 285 000 főről 12 500 főre csökkent. Egyházi tulajdonban az 1692-es összeírás szerint mindössze három falu volt.
Egy évvel később azonban az uralkodó Benkovich kérésére elrendelte, hogy az 1552. évi összeírást alapul véve a váradi püspök kapja vissza birtokait. Ekkor több mint száz falu került a püspökség birtokába.

### Betelepítések és az unió szorgalmazása
Az emberhiány az ország minden táján csak szervezett betelepítésekkel volt orvosolható. A szervezett telepítések egy 1689-ben kiadott császári rendelet alapján kezdődtek. Ez Kollonich Lipót elképzeléseit tükrözi, aki Einrichtungswerkjében kiemelt figyelmet szentelt az ország gazdasági talpra állításának. A telepítések célja egyértelműen gazdasági volt, nem feltételezhető semmilyen népességpolitikai indíték. A telepítési pátens kiadása után a földesurak nagy lendülettel fogtak hozzá a telepítésekhez. Benkovich sem folyamodhatott más eszközhöz. A telepítés azonban nem csak gazdasági, hanem egyben lelkipásztori feladat is volt a főpásztor számára, mivel számottevő szabadon mozgatható néptömeget az ortodox vallású románság körében lehetett találni. Betelepítésük, mely jelentősen megváltoztatta a vármegye nemzetiségi arányait, Benkovich idejében kezdődött el, és a 18. század első évtizedeiben gyorsult fel.
A Benkovich által szervezett telepítésekről kevés adat maradt fenn. Az bizonyos, hogy a szokásos adókedvezményekkel jelentős számú telepest sikerült birtokaira hozatni, hiszen egy 1696-ban készült összeírás már 218 lakott települést számlál. Az is igaz viszont, hogy a lakott helységek számának megduplázódása nem járt együtt a lakosság számának ugyanilyen arányú gyarapodásával.
Bársony István szerint a román telepesek betelepítése az 1700-as évek elejére már hosszú múltra tekinthetett vissza, s ha maga a folyamat – megfelelő konkrét források hiányában – nehezen is ragadható meg, a tények önmagukért beszélnek: az újabb és újabb falvak lakóinak többsége lett román.
Az egyházmegye újjászervezésében tehát Benkovichnak az volt az elsődleges feladata, hogy a megmaradt kevés számú katolikus mellé az unió terjesztésével újabbakat szerezzen. Ehhez gyakorlott munkatársakra volt szüksége, ezért a missziószervezésben járatos szerzetesrendekhez fordult segítségért. 1698-ban a pálosoktól kért papokat. Erről Nádasi László pálos missziófőnök számol be a Propaganda Kongregációnak írt levelében. 1699-ben alapítványt tett a jezsuiták váradi megtelepítésének előmozdítására, 1701-ben pedig ferenceseket hívott püspöki székhelyére.
Ő maga a korábban már többször tanúsított figyelmességgel kezelte a görögkatolikus papság ügyeit. Feladatának tekintette a protestánssá lett román falvak katolizálást is, amiben a jezsuiták siettek segítségére, valamint a paphiány miatt ortodoxszá lett magyarok visszatérítését. Nem sejthette, hogy részben az ő munkája eredményeként, melyet az unió mellett elkötelezetten végzett, néhány évtized múlva az egyházmegyéjében élő görögkatolikusok a teljes önállósulás útjára léphetnek.

### 20. század
1930-ban egyesítették a szatmári római katolikus egyházmegyével, 1941. június 28-án különválasztották. Az 1930-ban kötött konkordátum alapján a bukaresti érsekségnek rendelték alá; ez alól az 1941–1948-as időszak volt, amikor közvetlenül a Szentszékhez tartozott.
1948. április 9-én ismét egyesítették a szatmári római katolikus egyházmegyével, 1982. október 18-án különválasztották.

## Szomszédos egyházmegyék
- Szeged-Csanádi egyházmegye (délnyugat)
- Debrecen-Nyíregyházi egyházmegye (észak)
- Szatmári római katolikus egyházmegye (északkelet)
- Gyulafehérvári főegyházmegye (délkelet)
- Temesvári egyházmegye (dél)